# 網大中國大學排行榜
網大中國大學排行榜是由網大网站编写的关于中国大陆的大学排名，该榜单从2014年起不再更新。

## 简介
网大中国大学排行榜始於1999年，该网站声称设立排行榜的目的是‘致力于给广大受教育者一个较为客观公正的大学排行榜’。
排行榜的指标体系為：
- 声誉
- 学术资源
- 学术成果
- 学生情况
- 教师资源
- 物资资源

## 爭議
网大排名从诞生之日起就引起了争议。第一版排名中将各大排行榜中法律常常排在第一的中国人民大学排到了25名，引起了其校友起诉网大诽谤。中国教育部人士就此事评价网大排行榜“不实事求是”、“没有科学基础”。在坊間有人認為，网大在進行大學排名時應把就业率作为評審指标之一。